# 阿部裕正
阿部 裕正（あべ ひろまさ、1924年5月9日 - 1998年10月29日）は、日本の経営者。富士紡績社長、会長を務めた。東京都出身。

## 経歴
1949年に東京商科大学を卒業し、同年に三菱銀行に入行。1978年12月に取締役に就任し、1980年7月に富士紡績に転じ、1984年4月に常務を経て、1984年6月に社長に就任。1991年6月に会長に就任。
1998年10月29日、心不全のために死去。74歳没。